# Hymenopterida
Hymenopterida je nadred insekata, koji obuhvata Hymenoptera i redove Panorpida (Mecoptera, Siphonaptera, Diptera, Trichoptera i Lepidoptera).　Ovaj nadred je član Endopterygota i najsrodniji je redovima Neuropterida i Coleopterida (Coleoptera i Strepsiptera).